# Christian de Schouboe
 Der er flere personer med dette navn, se Christian Schouboe.
Christian de Schouboe (10. februar 1735 i København – 24. marts 1789 i Bergen) var en dansk stiftamtmand.
Han var søn af stiftamtmand Oluf Borch de Schouboe, blev student fra vor Frue Skole sammesteds 1752 og cand.jur. 1754, hofjunker 1755, assessor i Hofretten 1756, justitsråd 1761, lagmand i Christiania Lagdømme 1765. Fra april 1773 til juni 1774 var han konstitueret stiftamtmand i Akershus Stift og blev i sidstnævnte år stiftamtmand i Bergen, hvor han afgik ved døden 24. marts 1789 som etatsråd (siden 1770) og Ridder af Dannebrog (siden 1780), «efterladende sig et hædrende minde som en dygtig og af Byens Kommunal væsen fortjent Embedsmand». Det skal kort før hans død have været påtænkt at gøre ham til justitiarius i Højesteret. Han blev 1772 gift med Anna Magdalena Müller, datter af major Frederik Müller, chef for det i Trondhjem garnisonerende infanterikorps, og Bolette f. Daries. Han var fader til Oluf Borch de Schouboe og Ulrik Frederik Anton de Schouboe.